# 杨承鲲
杨承鲲（1550年—1589年），字伯翼，浙江宁波府鄞縣人，晚明诗人、书法家、学者。萬歷年间國子監生，世称“伯翼先生”。

## 生平
杨承鲲以诗文、书法闻名当世。存世书法《太上说般若波罗蜜多心经》是明晚期书法代表作。

## 家族
出自浙东镜川杨氏，世为官宦，到杨承鲲这一代已经衰弱了。父亲杨美益官至太仆寺少卿。从曾孙杨文瓒为南明抗清志士。

## 著作
- 诗集：《西清閣詩草》[1]
- 《碣石編》二卷[5][6]
- 《李生寅集》为杨为李氏好友所选编